# Amerikai országok zászlóinak képtára
Ez a galéria az amerikai országok nemzeti zászlóit mutatja be.

## Nemzetközi

CARICOM zászlaja
NATO zászlaja
Portugál Nyelvű Országok Közössége zászlaja
Francia Közösség zászlaja
MERCOSUR zászlaja
OPEC zászlaja

## Dél-Amerika

Argentína zászlaja
Bolívia zászlaja
Brazília zászlaja
Chile zászlaja
Kolumbia zászlaja
Ecuador zászlaja
Falkland-szigetek zászlaja (Nagy-Britannia)
Guyana zászlaja
Paraguay zászlaja
Peru zászlaja
Déli-Georgia és Déli-Sandwich-szigetek (Nagy-Britannia)
Suriname zászlaja
Uruguay zászlaja
Venezuela zászlaja

## Észak-Amerika

Bermuda zászlaja (Nagy-Britannia)
Kanada zászlaja
Grönland zászlaja (Dánia)
Mexikó zászlaja
Saint-Pierre és Miquelon zászlaja (nem hivatalos) (Franciaország)
Amerikai Egyesült Államok zászlaja

## Karib-térség

Antigua és Barbuda zászlaja
Aruba zászlaja (Hollandia)
Bahama-szigetek zászlaja
Barbados zászlaja
Bonaire zászlaja (Hollandia)
Brit Virgin-szigetek zászlaja (Nagy-Britannia)
Kuba zászlaja
Curaçao zászlaja (Hollandia)
Dominikai Közösség zászlaja
Dominikai Köztársaság zászlaja
Grenada zászlaja
Haiti zászlaja
Jamaica zászlaja
Martinique zászlaja (nem hivatalos) (Franciaország)
Montserrat zászlaja (Nagy-Britannia)
Puerto Rico zászlaja (Amerikai Egyesült Államok)
Saba zászlaja (Hollandia)
Saint Kitts és Nevis zászlaja
Saint Lucia zászlaja
Saint Vincent zászlaja
Sint Eustatius zászlaja (Hollandia)
Sint Maarten zászlaja (Hollandia)
Trinidad és Tobago zászlaja
Turks és Caicos-szigetek zászlaja (Nagy-Britannia)

## Közép-Amerika

Belize zászlaja
Costa Rica zászlaja
Salvador zászlaja
Guatemala zászlaja
Honduras zászlaja
Nicaragua zászlaja
Panama zászlaja